# シズイ
シズイ Schoenoplectus nipponicus は、カヤツリグサ科フトイ属(旧：ホタルイ属)の植物で、茎の断面が三角のイグサのような植物である。サンカクイに似て、地下に匍匐茎を出し、全体に柔らかい。浅い水域に生育し、時に水田に侵入する。

## 特徴
全体に柔らかい多年生の草本。地下茎は横に長く走り、先端に小さな塊茎を付ける。茎は個々に単独に出て直立する。茎の高さは20-70cm、太さは1-3mm、断面は角の鋭い三角形、つまり3稜形となっている。葉は茎の基部から出て葉鞘を形成し、葉鞘は往々にして裂け、茎から離れる。葉身は数枚あり、細長く、またその断面も3稜形をしている。
花序は茎の先端に着くが、その基部から出る総苞片が茎の延長のように伸びるため、側面に出る形になる。総苞片はやはり断面が3稜形で長さが10-27cmに達する。第2の総苞が出る場合もある。花序はまばらな複散房状をしており、3-20個の小穂からなる。小穂の柄は1-3個あって分枝しないか、あるいは二回まで分枝する。小穂はこの属を含む群に共通の、多数の鱗片がらせん状に積み重なった形のもので、すべての鱗片に小花が含まれる。本種の場合、概形は狭卵状楕円形、長さ10-21mm。成熟すると黄褐色を帯び、光沢がある。小穂の鱗片は卵状楕円形で長さ4.5-6.5mm、膜質で縁は滑らかとなっている。雄しべは2本あり、葯は長さ1.2-3mm。雌しべは先端が2つに裂ける。更に針状になった花被片が4本あり、長さは果実より長くて1.5-2倍の長さがある。下向き、あるいは直角に突き出すざらつきがあり、しかし基部ではそれがなくて滑らかで幅が広くなっている。果実は倒卵形で断面はレンズ形、長さ2.3-2.8mm、幅1.5-1.6mmで表面は滑らかとなっており、濃褐色で光沢はないか、多少ある。
和名の意味はよくわかっていない。別名にテガヌマイがあり、これは手賀沼に由来する。

## 分布と生育環境
日本では北海道から九州にいたる地域に分布し、国外では朝鮮半島、中国およびロシアの極東地域に分布がある。ただし日本では多くの分布域に於いて希少なものとされている。
池や沼などの浅い水域に生える。貧栄養の湖沼やため池の水の浅い区域、あるいは水路などに生育する。水底の泥に根茎を這わせ、茎を水面から出す抽水性の植物であるが、流水域では沈水生の状態で生育する例も見られる。

## 分類および類似種など
従来は広義のホタルイ属 Scirpus とされてきた。近年の分子系統的見直しでフトイ属となった。近縁なものとして北アメリカ産の S. etuberculatus が挙げられている。
本属に限らず本種のように茎の断面が三角で茎先端に総苞がその延長のように伸び、花序が偽側生の状体になるもの、それに小穂が多数の鱗片がらせん状に重なった形のものはカヤツリグサ科には例が多く、例えばサンカクイ、カンガレイ、およびその近縁のものはいずれもそのような形をしている。その中で本種はその植物体が柔らかいこと、それに根出葉に葉身があることが目立つ特徴になっている。他の種では茎の根本の葉は鞘のみとなっていて葉身が発達しない例が多い。カンガレイとその近縁種は小穂が頭状になり、花序の枝が発達しない点で判別できる。その点でサンカクイはより本種に似ているが、この種では根出葉に葉身がない。また、他の種では茎の先の苞葉が茎の長さに比べて相対的に短く、その点で本種は先端よりかなり低い位置に花序が付いているように見える。これらは以前には本種と同属とされていたが、上記のように現在は細分され、その結果本種と同属なのは上記のものの中ではサンカクイのみで、カンガレイとその類縁種は別属のホソガタホタルイ属となっている。
他に本種に似たものにイセウキヤガラ Bolboschoenus planiculmis がある。これもかつては広義のホタルイ属に含まれていたものだが、系統的には本種とはやや遠く、名前が示すようにウキヤガラに近いものである。ウキヤガラ類は現在ではウキヤガラ属として独立属となっており、その形態は根出葉と茎葉が発達し、また総苞は複数が葉状に伸びるものであるが、この種は小柄で茎葉が少なく、また総苞は1つだけで茎の延長状になっており、本種と似た形となっている。根出葉の葉身もこの種は断面が三角形で、その点でも似ている。この種は普通海岸近くに出て、小穂が普通は1個か2個しかつかない。細部を見ると小穂の鱗片に毛が多い点でも異なる。

## 保護の状況
環境省のレッドデータブックには指定がないが、希少種と見なされている地域が多く、北海道、本州の関東地方から近畿地方に渡る地域、それに山口県と九州北部に渡って27の道県で何らかの指定がされている。そのほとんどは絶滅危惧I類かII類で、また東京都と大阪府では絶滅とされている。
指定の理由としては多くの地域では元々希少な種であり、生育地の数が少ないことと共にその生育環境が溜池や湿地など、環境の変化が起きやすい場所である点が指摘されており、例えば改修工事によって生育地が失われること環境汚染、富栄養化や、あるいは逆に溜池の管理が放棄されて条件が悪くなることなどが問題視されている。
なお、湿原は環境保護活動の対象になる例が多々あるが、その中で本種も重視される植物の1つである。例えば佐賀県の樫原湿原ではパンフレットに取り上げられ、重要な湿性植物とされている。

## 利害
上記のように保護対象ではあるが、それ以上の具体的な利用は特にない。
他方、地域によっては水田に侵入し、その場合は水田雑草としてやっかいな存在になることもある。本種が寒冷地のものであるだけに寒冷地の水田での侵入が問題となっている。主として問題にされてきたのは東北地方であり、1972年頃に青森県で問題となり、それ以降に北海道から北陸の一部で発生が明らかになったもので、増殖率が高く、難防除雑草と見なされている。より南でも、例えば山梨県では標高600m以上の地域で、長野県では諏訪地域、上伊那地域の高冷地で問題となり、収穫減を引き起こし、あるいは収穫作業に支障を来すことも問題になっている。その防除のための除草剤なども検討されているが、シズイがある程度成長した後では防除をしても収穫減となる場合もあるという。水田においての増殖は塊茎によるものが大部分で、種子による例は少なく、また塊茎の寿命は1-2年と短いため、根絶は可能とされる。